# Estabilidad económica
En macroeconomía, la estabilidad económica se refiere a toda situación caracterizada por la ausencia de grandes variaciones en el nivel de producción, renta y empleo, junto con poca o nula inflación (variación de precios). Las crisis económicas son un ejemplo de inestabilidad económica general, donde se producen descensos más o menos pronunciados de la producción total y aumentos rápidos del desempleo.

## Introducción
En general se considera que la estabilidad económica es una situación deseable porque en un período de estabilidad la incertidumbre a la que se enfrentan los agentes económicos es mucho menor. Y dado que en general los agentes económicos tienen aversión al riesgo, la existencia de incertidumbres dificulta la actividad económica, comportando desajustes temporales y en general inseguridad social y una caída de los niveles de renta. La estabilidad económica se refleja en la constancia o escasa variación en el tiempo de tres aspectos conceptualmente independientes aunque económicamente relacionados:
- Nivel de empleo
- Nivel general de precios
- Nivel de inversión

Durante las crisis económicas el nivel de empleo decae y ocasionalmente pueden ir acompañados de precios fuertemente decrecientes (llegando incluso a producir deflación que suele ir acompañada de decaimiento de la actividad económica y en general desempleo creciente). Finalmente el desequilibrio en la balanza de pagos puede comportar ataques financieros especulativos, devaluaciones de la moneda y alteración de los niveles de precios.

## Estabilidad financiera
Un sistema financiero que asigna eficientemente recursos, y maneja adecuadamente los riesgos financieros contribuye a mantener los niveles de desempleo cercanos a la Tasa natural de desempleo y reduce a casi cero los movimientos de precios de los activos financieros, contribuyendo a estabilizar la masa monetaria y la actividad económica.
Un sistema financiero es estable cuando corrige autómáticamente los desequilibrios que surjan de manera endógena o como resultado sucesos adversos imprevisibles. Cuando un sistema financiero es estable absorbe los desequilibrios principalmente a través de mecanismos autocorrectivos, evitando que los sucesos desfavorables afecten negativamente a la economía real o se extiendan sobre los mercados financieros. La estabilidad financiera se considera uno de los factores principales que contribuyen al crecimiento económico, ya que actualmente la mayor parte de las transacciones importantes de la economía reales se hacen con el auxilio del sistema financiero. Este postulado liberal fue discutido con éxito desde el keynesianismo como lo es hoy desde la Economía crítica.
Sin estabilidad financiera, los bancos son más reticentes a financiar proyectos rentables, y los precios de activos pueden desviarse significavamente de sus valores intrínsecos y los plazos previstos del sistema de pago pueden desviarse de lo previsto. Por esas razones, la estabilidad financiera es esencial para mantener la confianza en la economía. Entre las consecuencias de una excesiva inestabilidad están los pánicos bancarios, la hiperinflación o derrumbe del precio de las acciones.